# تومته

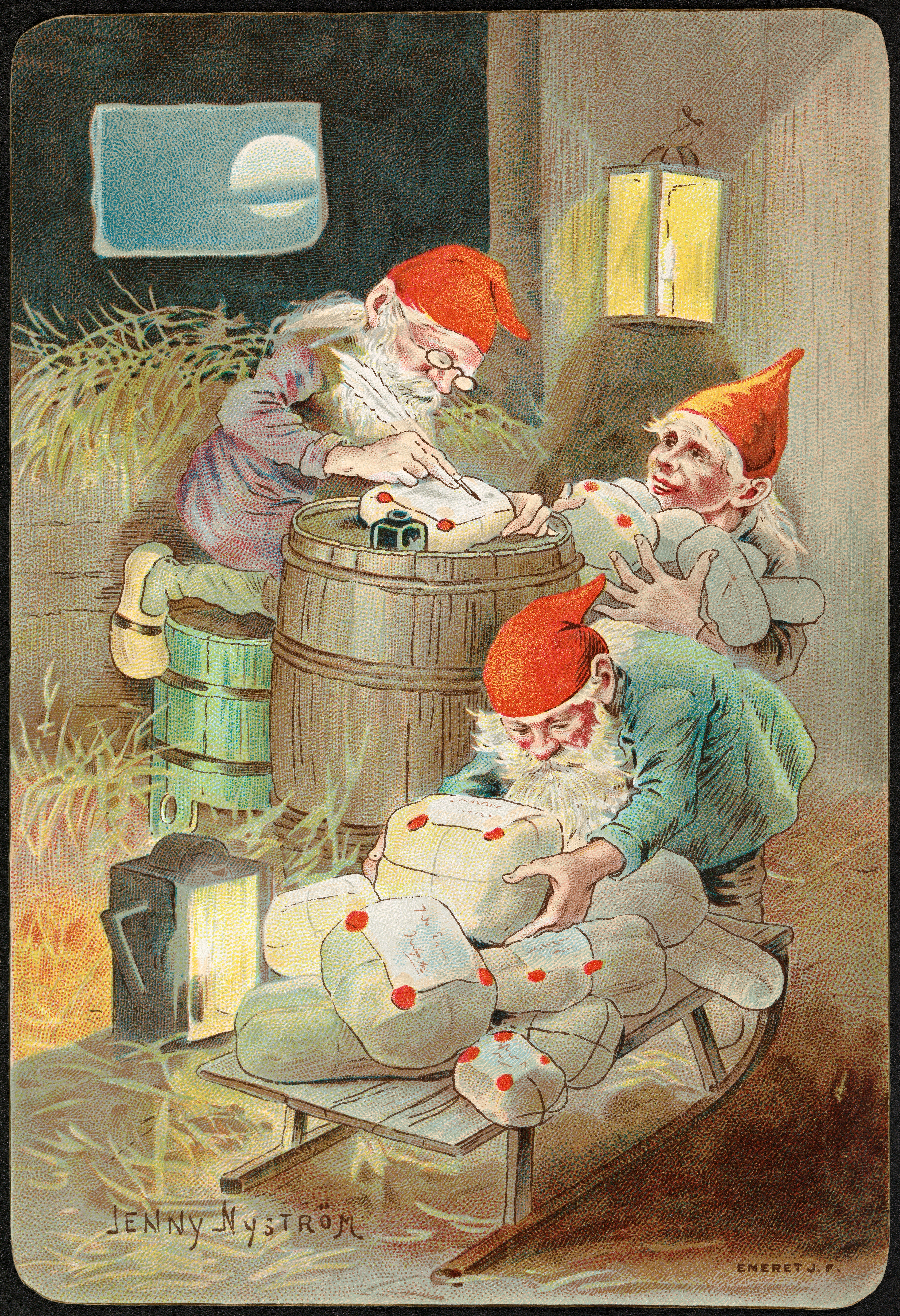
کریسمس کارت (en) تومته‌ها اثر جنی نیستروم (en).

تومته (به سوئدی: Tomte) موجودی اسطوره‌ای در باور فولکلور مردم شمال اروپا است که امروزه به طور معمول با انقلاب زمستانی و فصل کریسمس مرتبط شده‌است. تومته‌ها دارای ریش سفید بلند و کلاه مخروطی‌شکلی به رنگ قرمز هستند و اغلب ظاهری شبیه به کوتوله‌های باغ دارند.